# Kališský zákon
Velká listina židovských svobod, známý jako Kališský zákon, Kališské statut či Kališské privilegium (polsky Statut kaliski, byl zákon vydaný 8. září 1264 velkopolským knížetem Boleslavem V. v polské Kališi.

## Charakter
Zákon zaručoval židům bezprecedentní práva v kontextu tehdejší Evropy, včetně zvláštních výsad týkajících se židovských záležitostí. Tyto záležitosti měly být posuzovány židovskými soudy a pro ostatní trestní události, kterých se účastnili křesťané a židé, byly ustanoveny samostatné soudy. Zákon byl stvrzen i pozdějšími polskými králi Kazimírem III. v roce 1334, Kazimírem IV. v roce 1453 a Zikmundem I. v roce 1539.